# Hvilsted Sogn
Hvilsted Sogn er et sogn i Århus Søndre Provsti (Århus Stift).
I 1800-tallet var Hvilsted Sogn et selvstændigt pastorat. Det hørte til Hads Herred. Sammen med Astrup Sogn og Tulstrup Sogn i Ning Herred, begge i Aarhus Amt, udgjorde de Astrup-Tulstrup-Hvilsted sognekommune. Den dannede i 1963 Solbjerg Kommune sammen med Tiset sognekommune fra Ning Herred. Solbjerg Kommune blev ved kommunalreformen i 1970 indlemmet i Aarhus Kommune.
I Hvilsted Sogn ligger Hvilsted Kirke.
I sognet findes følgende autoriserede stednavne:
- Hvilsted (bebyggelse, ejerlav)
- Kanne (bebyggelse)
- Kanne-Balle (bebyggelse)
- Kanne-Fensholt (bebyggelse)
- Onsted (bebyggelse, ejerlav)
- Onsted Mark (bebyggelse)